# Chiesa della Beata Vergine Assunta (Alessandria, Valmadonna)
La chiesa Santa Maria Assunta è la parrocchiale di Valmadonna, frazione di Alessandria, in provincia e diocesi di Alessandria; fa parte della zona pastorale di Valenza.

## Storia
L'originaria cappella di Valmadonna sorse in epoca medievale; la prima citazione che ne attesta l'esistenza risale al 1217 ed è contenuta nella bolla di papa Onorio III.
La comunità valmadonnese divenne una rettoria nel 1729, mentre la nuova chiesa fu costruita nel 1739.
Nel 1885, grazie a un lascito di 20000 lire da parte della contessa Costanza de' Porzelli, si provvide a riedificare la facciata su disegno dell'ingegner Ferraris; nel 2009 questa fu interessata da un intervento di ristrutturazione.

## Descrizione

### Esterno
La facciata a capanna della chiesa, rivolta a meridione, è suddivisa da una cornice marcapiano in due registri, entrambi caratterizzati da un corpo centrale più avanzato; quello inferiore presenta il portale maggiore, protetto dal protiro timpanato, gli ingressi laterali, sovrastati da piccoli rosoni, e due grossi contrafforti laterali, mentre quello superiore, abbellito da colonne corinzie e coronato da statue, una trifora e due nicchie.
Annesso alla parrocchiale è il campanile a base quadrata, ripartito in più ordini da cornici; la cella presenta una monofora per ogni lato ed è coronata dalla guglia piramidale.

### Interno
L'interno dell'edificio si compone di tre navate, separate da pilastri sorreggenti la trabeazione modanata sopra cui si imposta la volta a botte, mentre l'area in cui si incrocia il transetto è coperta da una cupola; al termine dell'aula si sviluppa il presbiterio, rialzato di alcuni gradini e chiuso dall'abside a tre lati.